# David Hay, 12. Marquess of Tweeddale
David George Montagu Hay, 12. Marquess of Tweeddale GC (* 25. Oktober 1921; † 23. Januar 1979) war ein britischer Peer und Politiker.
Hay entstammte dem Clan Hay und war der einzige Sohn des Lord Edward Douglas John Hay (1888–1944), Major-General der British Army, aus dessen erster Ehe mit Violet Florence Catherine Barclay († 1926). Sein Vater war der jüngste Sohn des William Hay, 10. Marquess of Tweeddale (1826–1911).
Er besuchte das Eton College und diente anschließend im Zweiten Weltkrieg als Kadett der Royal Naval Reserve in der zivilen Frachtschifffahrt, wo er 1944 den Rang eines Lieutenant erreichte. Er diente auf dem Frachter Eurylochus, als dieser am 29. Januar 1941 vom deutschen Hilfskreuzer Kormoran versenkt wurde – für seine Tapferkeit an jenem Tag wurde er mit der Albert Medal (AM), mit dem George Cross (GC) und der Lloyd’s War Medal for Bravery at Sea ausgezeichnet.
Am 26. Oktober 1946 heiratete er in erster Ehe Hon. Sonia Mary Peake (1924–2009), Tochter des Osbert Peake, 1. Viscount Ingleby. Aus dieser Ehe, die 1958 geschieden wurde, hatte er drei Söhne, von denen die älteren beiden Zwillinge sind:
- Edward Douglas John Hay, 13. Marquess of Tweeddale (1947–2005);
- Charles David Montagu Hay, 14. Marquess of Tweeddale (* 1947);
- Lord Alistair James Montagu Hay (* 1955).

Am 14. Januar 1959 heiratete er Nella Doreen Dutton (1920–2004). Mit ihr hatte er zwei Söhne, die ebenfalls Zwillinge sind:
- Lord Andrew Arthur George Hay (* 1959), ⚭ 1986 Rosanna Meryl Booth;
- Lord Hamish David Montague Hay (* 1959).

Als am 30. März 1967 sein Onkel William Hay, 11. Marquess of Tweeddale, starb, erbte er dessen Adelstitel als 12. Marquess of Tweeddale, 13. Earl of Tweeddale, 12. Earl of Gifford, 12. Viscount of Walden, 20. Lord Hay of Yester und 3. Baron Tweeddale, nicht aber dessen wesentliche Ländereien, die an dessen Töchter fielen. Mit den Titeln war ein erblicher Sitz im House of Lords verbunden.
Als er 1979 im Alter von 57 Jahren starb, erbte sein ältester Sohn Edward seine Adelstitel.